# Cylindromyia hamata
Cylindromyia hamata là một loài ruồi trong họ Tachinidae.